# Politechnika

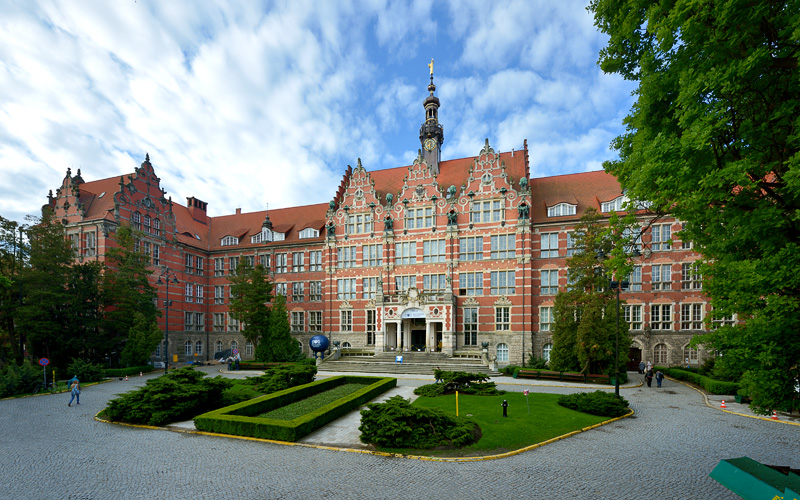
Politechnika Gdańska

Politechnika (stgr. polýtechnos – biegły w wielu sztukach) – rodzaj uczelni akademickiej o profilu technicznym, nastawionej na interdyscyplinarny kierunek kształcenia, zapewniająca możliwość uzyskania tytułów zawodowych inżynier i magister inżynier oraz stopni naukowych doktor nauk technicznych i doktor habilitowany nauk technicznych.
Pierwsze uczelnie techniczne powstały w Paryżu w XVIII wieku. Jedną z nich była École polytechnique założona w 1794 r.

## Politechniki w Polsce
Pierwszą uczelnią techniczną prowadzącą od 1816 r. naukę w języku polskim była Szkoła Akademiczno-Górnicza, natomiast najstarszą polską politechniką jest Politechnika Lwowska, założona w 1844 r. jako Akademia Techniczna (z niemieckim językiem wykładowym, spolonizowana po uzyskaniu autonomii przez Galicję). Na obecnym terenie Polski najstarszą politechniką jest Politechnika Gdańska założona w 1904 r. (do 1945 z niemieckim językiem wykładowym), natomiast najstarszą z polskim językiem wykładowym jest Politechnika Warszawska, oficjalnie założona w 1915 r. (kontynuatorka istniejącego od 1898 r. Instytutu Politechnicznego w Warszawie, z rosyjskim językiem wykładowym).
W Polsce uczelnia akademicka może używać w nazwie wyrazu „politechnika”, jeśli posiada kategorię naukową A+, A albo B+ w co najmniej 2 dyscyplinach w zakresie nauk inżynieryjnych i technicznych.